# Aciphylla dobsonii
Aciphylla dobsonii är en flockblommig växtart som beskrevs av Joseph Dalton Hooker. Aciphylla dobsonii ingår i släktet Aciphylla och familjen flockblommiga växter. Inga underarter finns listade i Catalogue of Life.